# Yezoceryx fulvus
Yezoceryx fulvus là một loài tò vò trong họ Ichneumonidae.